# Polig Monjarret
Polig Monjarret (Pabu, 1920 - 8 de desembre del 2003) fou un musicòleg, col·leccionista d'instruments musicals i nacionalista bretó, creador de la Bodadeg ar Sonerion, principal associació musical bretona. Va aprendre a tocar el violí amb els Germans de les Escoles Cristianes de Guingamp i practicà l'escoltisme. Treballà com a ebenista al negoci familiar, i durant la Segona Guerra Mundial milità al Partit Nacional Bretó, del que el 1943 en formà part del seu servei d'ordre, i serví nou mesos al Bagadou Stourm. Després de la guerra es va dedicar a la música i fundà l'associació Bodadeg ar Sonerion.
El 1940 va adquirir una bombarda al luthier Dorig Le Voyer, qui li ensenyarà el bàsic de l'instrument. Ràpidament formaren una parella biniou - bombarda. Ambdós van fundar el 1943 la BAS, que tracta de combinar les músiques tradicionals, i fou la base per a l'establiment de la primera bagadoù a finals de 1940.
Va deixar un important treball per al patrimoni musical bretó de música i probablement va salvar la pràctica de biniou kozh i de la bombarda. A partir de 1946, va recollir totes les cançons de Bretanya a que els seus corresponsals li adreçaren i edita la col·lecció completa. Es va convertir en secretari de la federació Kendalc'h el 1950, i va deixar Bodadeg ar Sonerion el 1982.
Ell també va ajudar a introduir el biniou braz a Bretanya. Polig Monjarret és l'origen de la federació Bretanya-Irlanda, que ha establert més d'un centenar d'agermanaments entre Bretanya i Irlanda, i també ha creat el Kan ar Bobl, el Conservatori de Música Tradicional Amzer Nevez a Ploemeur i és l'instigador del Festival Intercèltic d'An Oriant.
El 1984 va publicar Tonioù Breizh Izel, una col·lecció d'uns 2 000 cançons recollides a la Baixa Bretanya de 1941 a 1953. Fou condecorat amb l'Ordre de l'Hermini el 1988. Després de la seva mort, Gilles Servat compos'a una cançó en la seva memòria que ell va anomenar "le Général des Binuous".
El 3 d'agost de 2008 fou inaugurada una estàtua seva va ser inaugurada a An Oriant, en presència de centenars de persones, principalment el president del Consell Regional, Jean-Yves Le Drian, i l'alcalde d'An Oriant, Norbert Métairie.

## Obres
- Douze contes pour youna, Coop Breizh, 1999, ISBN 284346093X
- Tonioù Breizh Izel,
  - Tome I, 1984
  - Tome II, 1984, reeditat per Dastum en 2005, ISBN 2908604086
- 30 Vloaz Festival Plinn du Danouet, Dastum, 2003, ISBN 2908604124
- Polig an diaoul - 1- Souvenirs d'un chenapan trégorois Coop Breizh, 1997, ISBN 2-909924-90-4